# Yanggu’ao
Yanggu’ao (chinesisch 羊古坳乡, Pinyin Yánggǔ’ào Xiāng) ist eine Gemeinde im Kreis Longhui der bezirksfreien Stadt Shaoyang in der chinesischen Provinz Hunan. Yanggu’ao hat eine Fläche von 60,94 km² und 30.284 Einwohner (Stand: Zensus 2010), was einer Bevölkerungsdichte von 497 Einw./km² entspricht. Sitz der Gemeinderegierung ist das Dorf Yanggu’ao.

## Wirtschaft
Yanggu’ao lebt ganz überwiegend von der Landwirtschaft. Angebaut werden vor allem Reis, Weizen, Süßkartoffeln, Soja und Raps.

## Administrative Gliederung
Yanggu’ao setzt sich aus zwanzig Dörfern zusammen. Diese sind:
| Dorf Yanggu’ao (羊古坳村), Sitz der Gemeinderegierung; Dorf Baishankou (白山口村); Dorf Dameitian (大美田村); Dorf Gaoshiqiao (高石桥村); Dorf Guishan (桂山村); Dorf Hanjiapu (韩家铺村); Dorf Hemushan (禾木山村); Dorf Huatang (花塘村); Dorf Kuangjiapu (匡家铺村); Dorf Leifeng (雷峰村); | Dorf Liujiapai (刘家排村); Dorf Longjiawan (龙家湾村); Dorf Luogushi (锣鼓石村); Dorf Luoying (罗英村); Dorf Niuxingzui (牛形嘴村); Dorf Weizishu (桅子树村); Dorf Zhaishi (寨石村); Dorf Zhaojiachong (赵家冲村); Dorf Zhimushan (桎木山村); Dorf Zhuanjiaoqiu (转角丘村). |

## Persönlichkeiten
Der frühe führende Funktionär der KPCh und spätere trotzkistische Revolutionär Peng Shuzhi kommt gebürtig aus dem Dorf Zhuanjiaoqiu.